# Pons Danubii EGTC
A Pons Danubii Korlátolt Felelősségű Európai Területi Együttműködési Csoportosulást (angol nevén: Pons Danubii European Grouping for Territorial Cooperation with Limited Liability, röviden: Pons Danubii EGTC) három szlovákiai (Komárno, Hurbanovo, Kolárovo, vagyis Észak-Komárom, Ógyalla, Gúta) és három magyarországi (Komárom, Tata, Kisbér) önkormányzat hozta létre. Az EGTC hivatalos bejegyzésére 2010. december 15-én került sor, célja a megkülönböztetés-mentesség, annak érdekében, hogy a helyi szereplők a határon belül és a határ két oldalán ugyanazon lehetőségekkel bírjanak. A Csoportosulás – az Európai Unió társfinanszírozásában –, területi együttműködésben megvalósuló programok végrehajtása révén, a Csoportosulás jogi személyiségének előnyeit használva, a meghatározott települések közigazgatási határain belül lehetővé teszi és előmozdítja a gazdasági és társadalmi kohézió megerősítését.

## Az EGTC
Az EGTC angol betűszó, az angol nyelvű elnevezés „European Grouping of Territorial Cooperation” (magyarul: európai területi együttműködési csoportosulás, Magyarországon 2010-től Európai Területi Társulás) rövidítése. Ez az együttműködési forma fontos változásokat hozott a határ menti együttműködések területén. Az EGTC új jogi eszköz az Európai Unió tagállamai, a regionális hatóságok, a helyi hatóságok, a közjogi intézmények, illetve a felsorolt szervezetek által alkotott társulások számára, hogy határon átnyúló, transznacionális vagy régiók közötti együttműködést hozzanak létre más tagállam ugyanezen szereplőivel, és így valósítsák meg közös céljaikat. Az ETE-források (Európai Területi Együttműködés) fogadására a Régiók Bizottsága kezdeményezésére, az Európai Parlament és az Európai Tanács 2006 nyarán elfogadott rendeletével (1082/2006/EK Rendelet az európai területi együttműködési csoportosulásról szóló) teremtette meg az EGTC-k létrehozásának alapjait.

## Tagok
A Pons Danubii EGTC magja a magyarországi Komárom és a szlovákiai Komárno városa, amelyeket a Duna természetes határvonalként választ el, illetve köt össze. Az elsősorban adminisztratív akadályok miatt korábban nehezen átjárható határ mára a két ország uniós tagságának és a schengeni övezethez való csatlakozásának köszönhetően nyitottá vált. Napjainkra már döntően infrastrukturális kérdéssé vált a határon átnyúló kapcsolatok térségi fejlesztése, a két ország belpolitikai viszonyai azonban továbbra is hatást gyakorolnak a kapcsolatok alakulására.
Az EGTC teljes területén érezhető a centrum–periféria viszonyból eredő elmaradottság, amelyet a periférikus helyzetben lévő terület elmúlt közel két évtizedes dinamikus fejlődése sikeresen kompenzál.
Komárom-Esztergom megye települései közül a szocializmus évtizedeiben elsősorban az ipari potenciállal rendelkezők részesültek támogatásban. A két korábbi vármegye központ, Esztergom és Komárom másodlagos szerepet játszott. Adottságaik, és elmaradt fejlődésük okán éppen ezek a városok váltak a határon átnyúló együttműködések élenjáró szereplőivé.
A Pons Danubii EGTC-t alapító magyarországi városok közül Komárom a Kisalföld keleti szélén, a Duna jobb partján fekszik. A település eredeti neve Új-Szőny, amelyet 1896-ban egyesítettek a Duna bal partján fekvő Komárommal. Szőnnyel (római kori neve: Brigetio) 1977-ben olvadt össze. A várost kettéválasztotta az első világháború lezáró békerendszer értelmében létrehozott új csehszlovák–magyar határvonal, a Duna bal partján fekvő városrészt, Komárom északi részét  Csehszlovákiához csatolták. Ekkor indult meg a déli rész lendületes fejlődése. Komáromot közúti és vasúti híd köti össze a mai Szlovákiához tartozó Komárnoval. Fontos vasúti csomópont, és egyben az ország nyugati folyami határállomása is.
Tata a Dunántúl északi részén, a Gerecse hegység nyugati lábánál, a Vértes ölelésében található. 8 km-re fekszik a megyeszékhelytől, Tatabányától. A közel 24 ezer lakosú település gazdag történelmi múltra tekint vissza; egy folyton megújuló, folyamatosan fejlődő város. Gazdasági és társadalmi előrehaladásának útját a 2008-ban készült – a híres közigazgatási tudósról, Magyary Zoltánról elnevezett – hosszú távú terv jelöli ki.
Kisbér a Bakony és a Vértes bejáratánál fekszik, ezért nevezik a várost a „Bakony kapujának”. A magyar lótenyésztés fellegváraként vált ismertté. Kedvező földrajzi fekvése következtében gazdag történelmi múlttal rendelkezik, a Bakony–Vértes–Kisalföld találkozása miatt a térség kereskedelmi centruma.
A Pons Danubii-t alapító szlovákiai városok periférikus helyzete meghatározóbb, mint a magyarországiaké. Szlovákia elmaradottabb részei közé tartozik a déli, döntően mezőgazdasági termelésre koncentráló terület, amely nemcsak gazdasági és infrastrukturális, hanem oktatási, kulturális, szociális, egészségügyi és egyéb mutatói alapján is elmarad az országos átlagtól. Mivel a Szlovákiához tartozó területek jó adottságokkal rendelkeznek, ott a határon átnyúló együttműködés sikere esetén gyors fejlődés, gazdasági növekedés várható.
Révkomárom (Komárno) a Csallóköz délkeleti csücskében, a Duna és a Vág–Duna összefolyásánál fekszik. A Kárpát-medence egyik legrégibb települése, gazdag történelmi múltú városa. Gyakran Észak-Komáromnak, Öreg-Komáromnak vagy Révkomáromnak is hívják, így megkülönböztetve a déli, azonos nevű magyarországi településtől. Járási székhely, és a Nyitrai kerület harmadik legnépesebb települése. A városban, amelyet a trianoni határ meghúzása kettéválasztott, csak a szocializmus évtizedeiben – az iparosítás révén – indult újra a fejlődés, amely a 20. század elején megtorpant. Fontos gépipari (hajógyártási) központtá vált, ma is forgalmas dunai árukikötő, valamint közúti és vasúti határátkelőhely. Itt alapították az első szlovákiai magyar nyelvű egyetemet, a Selye János Egyetemet, így Komárom 2004 óta egyetemi város is.
Ógyalla (Hurbanovo) Komáromtól 14 km-re északkeletre, a Zsitva bal partján fekszik. Határa már az őskorban is lakott volt, a település első írásos említése a 14. század közepén történt. 1960-ban nyilvánították várossá. 1971-ben a korábban önálló Bagota községgel egyesült. Legismertebb üzeme az Arany Fácán (Zlatý bažant) sörgyár, amely mintegy 500 embernek ad munkát (2007).
Gúta (Kolárovo) a Kisalföldön, a Vág és a Kis-Duna folyók összefolyásánál fekszik, Pozsonytól mintegy 90 km-re délkeletre. A 10 691 lakosával a Csallóköz legnagyobb települései közé tartozik. Határában már a hallstatti kultúra idejében (korai vaskor, i. e. 8–5 század) is éltek közösségek, amit a régészeti kutatások igazolnak. Az írásos történelmi források pedig arról tanúskodnak, hogy a település fekvése az évszázadok folyamán változott. A mezőgazdasági jellegű községet 1967. október 14-én városi rangra emelték. Hirtelen fejlődésnek indult iparával jelentős társadalmi-kulturális központtá vált.
2010. október 12-én hozott határozatot az Pons Danubii EGTC közgyűlése Oroszlány városának hetedik tagvárosként való csatlakozásáról a Csoportosuláshoz.
Oroszlány a Vértes-hegység északnyugati lábánál, Tatabányától 15 km-re délnyugatra fekszik. Nevét és címerállatát a legenda szerint az egykori várát őrző két kőoroszlánról kapta. 1938-ban még 1500 lakosú község, az itt fölkutatott jó minőségű szénmezők azonban lehetőséget biztosítottak lendületes fejlődéséhez. A bányászata és az energetikai ipara következtében mára 21 000 lakosú várossá nőtt.

## Struktúra
A Pons Danubii EGTC nyilvántartásba vételére 2010. december 15-én került sor, ettől a naptól önálló jogi személyiséggel rendelkező szervezetként működik, így Alapszabálya VI. fejezete értelmében: „Jogokat szerezhet, kötelezettségeket vállalhat, ingó és ingatlan vagyont szerezhet, illetve azzal rendelkezhet, valamint bíróság, egyéb szervezetek előtt eljárhat.”
Szlovákiai és magyarországi önkormányzatok részvételével, Komárno székhellyel jött létre, ezért az európai területi együttműködési csoportosulás működésére – az uniós joggal összhangban lévő – szlovák nemzeti jog szabályai irányadók.
Az EGTC legfőbb döntéshozó szerve a közgyűlés, amely az EGTC tagjait képviselő polgármesterekből, illetve az akadályoztatásuk esetén nevükben és helyettük eljáró alpolgármesterekből áll. Az operatív vezetési feladatok az igazgató feladatkörébe tartoznak, akit a közgyűlés 4 évre választ, a közgyűlés ülésein tanácskozási joggal vesz részt. Minden olyan kérdésben jogosult döntést hozni, amelyet az Alapszabályban említett jogszabályok, vagy alapvető dokumentumok nem utalnak más szerv hatáskörébe. Munkáját titkárság segíti, az ellenőrzésről három tagú Felügyelő Bizottság gondoskodik. Az Alapszabály – az igazgató és a Felügyelő Bizottság tagjai mellett – a csoportosulás tisztségviselőiként említi a közgyűlés tagjai közül 4 évre választott elnököt, és az őt helyettesítő alelnököt.

## A Pons Danubii EGTC célkitűzései
A vonatkozó EK rendelet és az EGTC alapdokumentumai (Egyezmény és Alapszabály) is kiemelt célként említik a gazdasági és társadalmi kohézió elősegítését, megerősítését. Ennek értelmében a határ menti kohézió létrehozásáról, a közös projektek végrehajtásáról és a tagtelepüléseken élő polgárok mindennapi életének megkönnyítéséről szólnak a Pons Danubii alapdokumentumai. A határon átnyúló együttműködés EGTC formájában való intézményesülésének egyik legfőbb oka az uniós forrásszerzés megkönnyítése. Az elnyerhető uniós támogatás nagy lendületet adhat a határrégiók fejlődésének, a Pons Danubii Alapszabálya azonban megjegyzi, hogy uniós támogatás nélkül is szükséges az egyes konkrét területek fejlesztése.
Az Egyezmény és az Alapszabály 11 pontban rögzíti az együttműködés legfontosabb területeit, amelyek a következők:
a) közlekedés,
b) gazdaság,
c) idegenforgalom,
d) energetika, a megújuló energiaforrásokra való irányultsággal,
e) kultúra,
f) élet – környezet,
g) humán erőforrás, oktatás, ezen belül szoros együttműködés a terciális oktatás területén,
h) a közintézmények együttműködése, ezen belül szakemberek cseréje,
i) sport,
j) egészségügy,
k) katasztrófavédelem.
Ez a felsorolás az alapítók által legfontosabbnak ítélt célterületeket tartalmazza. Kitágítja a programalkotó, a projektek generálásában, előkészítésében részt vállaló szakemberek lehetőségeit.
A közös programok, akciók megvalósítása során a Pons Danubii EGTC kiemelt jelentőséget tulajdonít:
- a vállalkozói szellem ösztönzésének, különösen a kis- és középvállalkozások, az idegenforgalom, a kultúra, a határokon átnyúló kereskedelem fejlesztése területén,
- a természeti és kulturális erőforrások közös védelmének, az ezekkel való közös gazdálkodásnak, valamint a természeti és technológiai kockázatok megelőzésének,
- a városi és vidéki térségek közötti kapcsolatok erősítésének,
- az elszigeteltség mérséklésének a közlekedés, az információ, a hírközlő hálózatok és szolgáltatások, valamint a határokon átnyúló vízellátási, hulladékgazdálkodási és energiaellátási rendszerek, létesítmények elérhetősége révén,
- az együttműködés, a kapacitások és az együttes hasznosítás fejlesztésének az infrastruktúra területén, különösen az olyan ágazatokban, mint az egészségügy, a kultúra, az idegenforgalom és az oktatás.[5]

Az EGTC Egyezménye és Alapszabálya a kiegészítő, illetőleg közép, vagy hosszabb távon tervezett tevékenységek listáját „további feladatok” címszó alatt rögzíti. Ezek röviden a következők:
- egyedi fellépések, programok, projektek végrehajtása,
- vállalkozási tevékenység folytatása,
- a versenyelőnyök tudatosítása, és ezekkel kapcsolatban a tagok feladatainak meghatározása,
- a személyi és anyagi feltételek biztosítása, az adatok, információk szabad áramlásának segítése, az eredmények széles körű megismertetése,
- érdekérvényesítés az Európai Unió intézményeiben,
- brüsszeli képviselet létrehozása és működtetése.[6]

## Külső hivatkozások
- Az Európai Parlament és a Tanács 1082/2006/EK Rendelete (2006. július 5.) az európai területi együttműködési csoportosulásról
- Egyezmény Pons Danubii Korlátolt Felelősségű Európai Területi Együttműködési Csoportosulás létrehozásáról
- A Pons Danubii Korlátolt Felelősségű Európai Területi Együttműködési Csoportosulás Alapszabálya
- www.ponsdanubii.eu
- egtc.kormany.hu
- www.cesci-net.eu
- A Pons Danubii EGTC-ről dióhéjban[halott link]